# پارک بوئنوس آیرس
پارک بوئنوس آیرس (ارمنی: Բուենոս Այրեսի այգի (Buenos Ayresi aygi)) یک پارک شهری در ناحیه آجاپنیاک، ایروان ارمنستان می‌باشد. این پارک در گوشه شمال غرب تقاطع هالابیان-مارگاریان (Halabyan-Margaryan)، نزدیک مرکز پزشکی جمهوری ارمنستان در ساحل غربی رود هرازدان واقع شده‌است.
در تابستان ۲۰۱۲ پارک متروکه در نزدیکی مرکز پزشکی جمهوری ارمنستان بازسازی شده به نام پارک بوئنوس آیرس نامگذاری شد.
با مساحتی حدود ۲ هکتار پارک رسماً در تاریخ ۳۰ اکتبر ۲۰۱۲ افتتاح شد. استخری نیمه مدور مرکزی پارک فواره‌هایی نیز دارد و سطح آب این استخر ۳۰۰۰ متر مکعب می‌باشد.
این پارک همچنین دارای فضایی کوچک برای رویدادهای ورزشی در فضای باز است و محل برگزاری همیشگی Street Workout Armenia است.